# Никитин, Николай Ефимович
Николай Ефи́мович Ники́тин (1911—1980) — советский инженер.

## Биография
Родился 17 (30 апреля) 1911 года в селе Алексино (ныне Рузский район, Московская область) в семье крестьян.
По окончании техникума «Комсомолец» в Егорьевске в 1931 году был направлен на работу в Москву на строящийся по плану первой пятилетки инструментальный завод «Калибр», где работал техником-конструктором.
В августе-октябре 1941 года по рекомендации партийного бюро завода направлен на подмосковный завод артиллерийского вооружения для помощи в разработке измерительной оснастки нового типа скорострельной артсистемы. С ноября 1941 по сентябрь 1945 вместе с эвакуированным заводом «Калибр» работал в Челябинске, где занимался в том числе разработкой специальных конструкций приборов по заказам оборонной промышленности. По окончании войны вернулся в Москву и продолжил работу на заводе «Калибр» в должности начальника конструкторского бюро.
Является одним из авторов (с В. А. Балакин, В. И. Веретенников, М. В. Горчаков, Б. А. Зайцев, С. П. Малышев, М. Д, Нелюбов, Н. Е. Никитин, Г. И. Овчаренко, Э. Б. Островский, Т. Л. Тараненко и Б. М. Ходорковский) Патента SU 489934 на измерительный прибор «Профилометр».

## Награды и премии
- медаль «За доблестный труд в Великой Отечественной войне 1941-1945 гг.»
- медаль «За оборону Москвы»
- медаль «Ветеран труда»
- Сталинская премия третьей степени (1951) — за разработку, изготовление и пуск в эксплуатацию автоматов для контроля и сортировки конических роликов